# 索菲婭·阿列克謝耶芙娜·羅曼諾娃
索菲亞·阿列克謝耶芙娜·羅曼諾娃（俄语：Царевна Софья Алексеевна Романова；1657年9月27日—1704年7月14日）是俄羅斯歷史上的一位女攝政，沙皇俄国罗曼诺夫王朝公主，是沙皇费奥多尔三世和伊凡五世的同母姐，沙皇彼得大帝的異母姐。彼得大帝親政後，她試圖奪權失敗，餘生被彼得軟禁於修道院為修女。

## 生平

### 掌權
索菲婭是沙皇阿列克謝一世與第一個妻子瑪利亞·米洛斯拉夫斯卡亞的三女。1682年其弟新沙皇费奥多尔·阿列克谢耶维奇夭折，索菲娅爲了維持母親的家族米洛斯拉夫斯基家族的地位，借射擊軍的力量發動火槍手政變，立伊凡五世和彼得一世同為沙皇，自己任攝政。她當上攝政后將當時年僅10歲的異母弟彼得及其母一族放逐到皇村；又由於伊凡五世低能體弱，與瓦西里·戈里津共掌大權。
不久后就在同年，反對派發動叛亂，索菲娅和政府被迫從克里姆林宮逃到謝爾蓋聖三一修道院。為此她名義上被迫讓出攝政位子給伊萬·霍文斯基，但在射擊軍的支持下，她仍保有實權。
索菲娅主政時對逃亡農奴的一些讓步曾引起地主不滿。此外在她當政期間俄國主要發生的大事有：1686年與波蘭簽訂互不侵犯條約；1689年與清朝簽訂《尼布楚條約》；征討當時還屬於奧斯曼帝國的克里米亞半島等。

### 放逐和去世

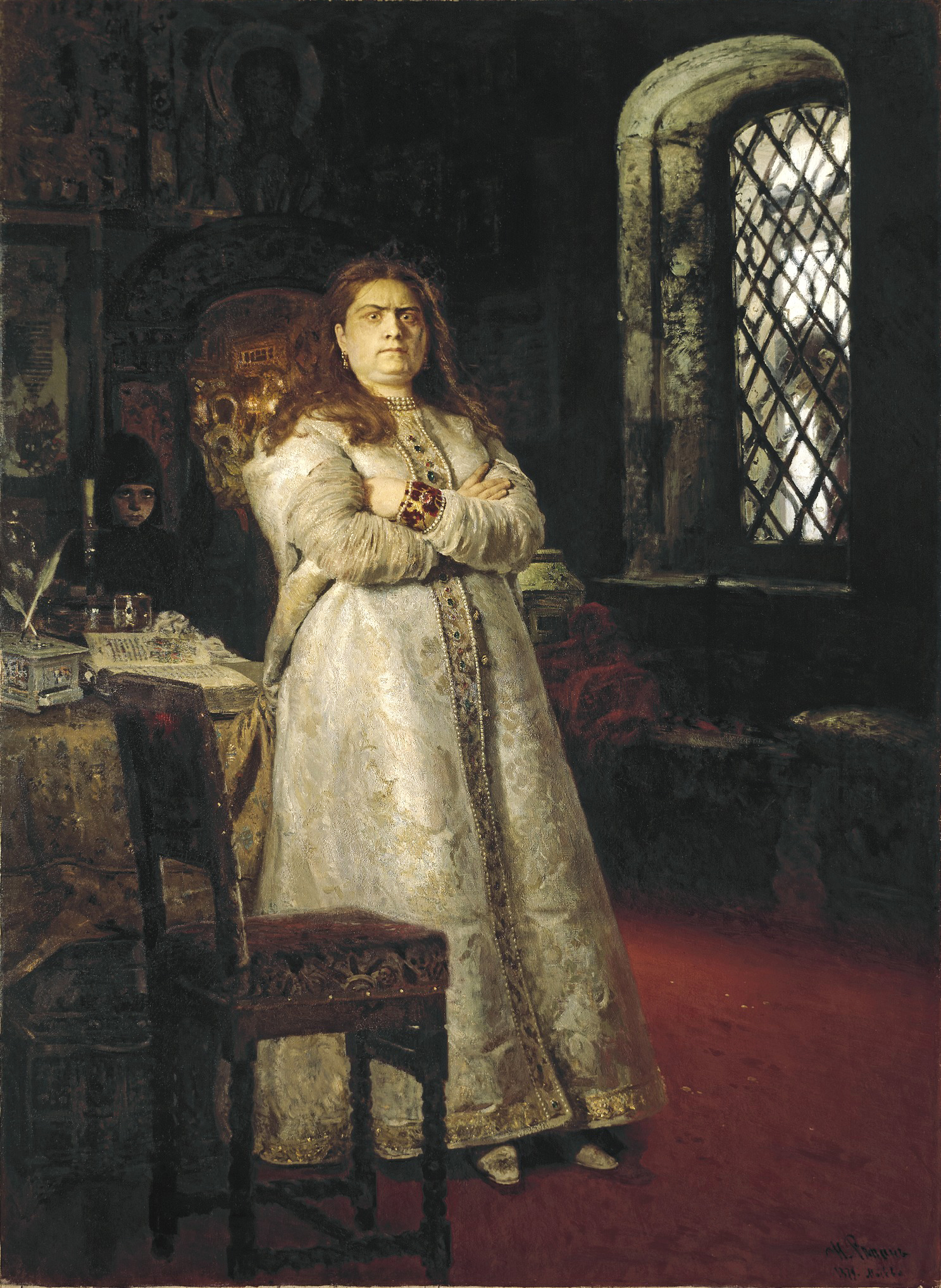
索非亞在修道院中幽禁，列賓1879年作

1689年彼得一世完婚并準備親政，但索菲娅并不打算還政。射擊軍首領沙克洛维蒂更是建議她直接稱女沙皇。但是由於射擊軍大多在彼得居住的莫斯科郊外，密謀為彼得知曉。索菲娅自知不保，派使者向彼得求情，要求彼得照顧皇族情分。彼得不為所動，處決了沙克洛维蒂并流放戈里津。索菲娅本人受元老院說服，在不進行正式儀式的情況下進入新聖女修道院。
十年後，射擊軍密謀乘彼得在國外之機迎索菲娅復權。但彼得很快趕回平亂。索菲娅因涉嫌其中，被令正式為修女，且除復活節之外連其他修女都不得見，六年后去世。

## 相關作品

### 《鹿鼎记》
在金庸的鹿鼎記裡，索菲娅於第三十六回登場，因為香港與其他華語地區翻譯不一，而設定名字為蘇菲亞，身份是羅剎國公主。她來雅克薩與高里津總督偷情，被韋小寶和雙兒撞見。但由於韋小寶的巧言，她沒有依洪教主的意思與吳三桂結盟。韋小寶還出主意叫她聯合射擊隊發動火槍手政變，當攝政女皇。後來韋小寶勸她與康熙帝結盟，她才戀戀不捨地放韋小寶回國。
金庸描寫蘇菲亞道：
韦小宝见那女子一头黄金也似的头发，直披到肩头，一双眼珠碧绿，骨溜溜地转动，皮色雪白，容貌甚是美丽，只是鼻子却未免太高了一点，身材也比他高了半个头。

### 《新四十二章》
2023年播出的無線電視劇，謝嘉怡飾演蘇斯克柴（蘇菲亞公主轉世）。